# The Pre-Fix for Death
The Pre-Fix for Death è il terzo album in studio del musicista horrorcore statunitense Necro, pubblicato nel 2004.

## Tracce
1. Intro – 0:43
2. Beautiful Music for You to Die to – 3:22
3. The Dispensation of Life and Death – 3:22
4. Kill That Shit – 3:09
5. Pre-Fix (feat. Jenny Krenwinkle) (skit) – 0:51
6. The Pre-Fix for Death (feat. Away) – 3:49
7. Push It to the Limit (feat. Jamey Jasta) – 3:32
8. Reflection of Children Coming Up in the Grave (feat. uring Charles Manson) – 4:24
9. It (skit) – 1:08
10. Insaneology (feat. Sean Martin, John Tardy & Dan Lilker) – 4:49
11. Nirvana (feat. Ill Bill, Goretex & Mr. Hyde) – 3:32
12. 86 Measures of Game – 5:17
13. Empowered (feat. Sid Wilson, Trevor Peres, John Tardy, Away & Dan Lilker) – 3:37
14. Kid Joe (skit) – 1:21
15. Human Consumption – 3:52
16. Evil Shit – 3:30
17. You Did it – 3:17
18. Rogue (skit) – 0:24
19. Death Rap (feat. Sabac) – 3:14
20. Watch Your Back (feat. Danny Diablo) – 3:03
21. Food for Thought – 3:43
22. Important Statistics (skit) – 0:38
23. Senseless Violence (feat. Jenny Cassabian) – 3:11
24. Push it to the Limit (NYHC Mix) (feat. Jamey Jasta) – 3:32
25. Outro – 0:10